# Macintosh XL

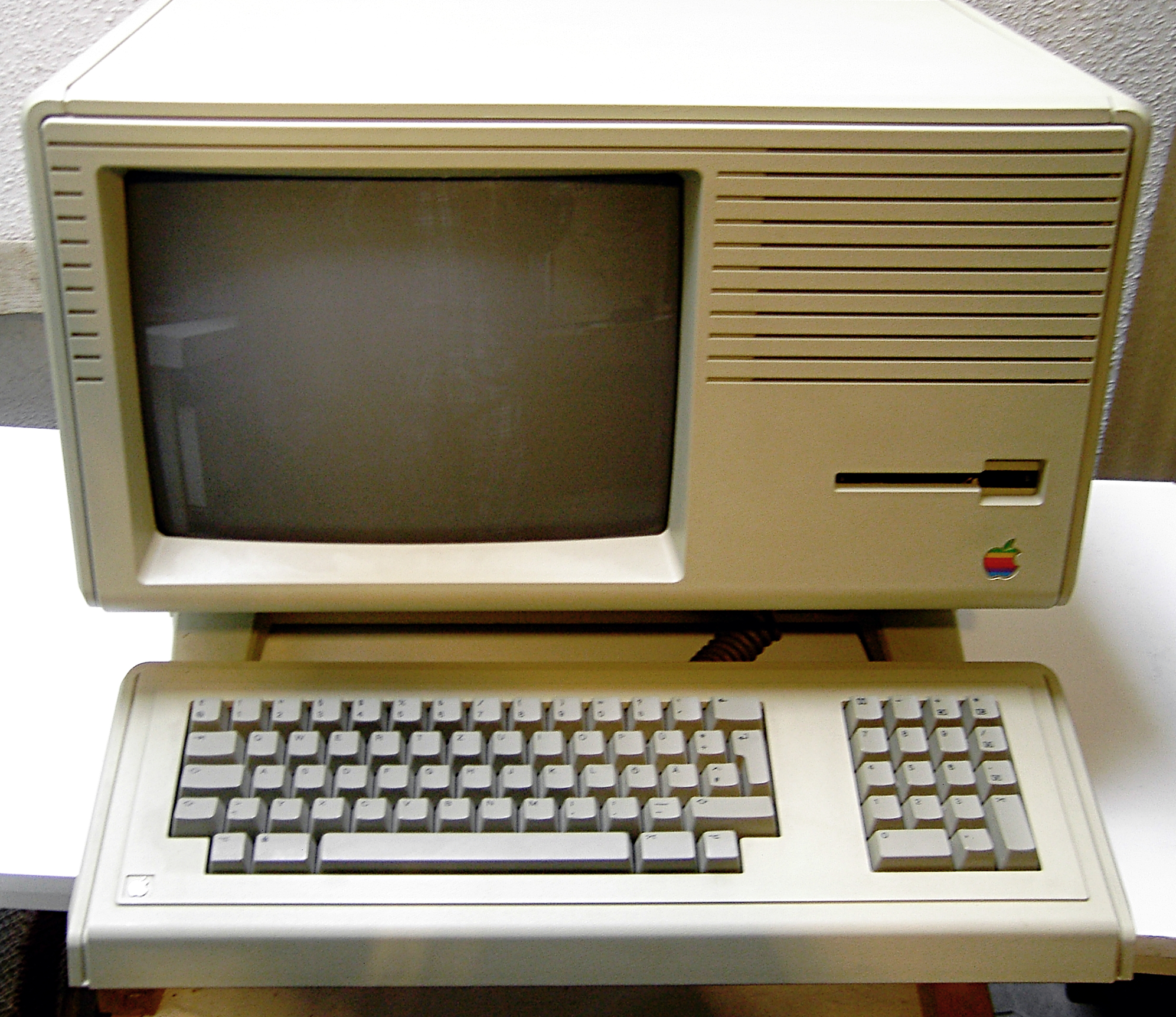
Macintosh XL

Der Macintosh XL war ein technisch verbesserter Nachfolger des Apple Lisa. Er kam 1985 auf den Markt. Aufgerüstet wurde er durch
- Ersatz der beiden 5,25-Zoll-Diskettenlaufwerke mit je 871 kB durch ein 3,5-Zoll-Diskettenlaufwerk mit 400 kB,
- eine in den Macintosh XL eingebaute 10-MB-Festplatte (gegenüber einer externen Apple-Lisa-Festplatte),
- einen, gegenüber dem Apple Lisa, erweiterungsfähigen Arbeitsspeicher bis auf 2 MB,
- ein, wegen des neuen 3,5-Zoll-Diskettenlaufwerks, geändertes Gehäusedesign.

## Hardware
- Prozessor Motorola 68000 @ 5 MHz
- RAM 512 KB, erweiterbar bis 2 MB

Die Auflösung des Bildschirmes betrug zunächst 720 × 364 Pixel. Daher gab es keine quadratischen Pixel. Eine optionale Hardwareumrüstung erlaubte dem Macintosh XL die Anwendung von quadratischen Pixeln für eine bessere Darstellung von Mac-Software, wobei dadurch die Kompatibilität mit der Lisa-Software verlorenging. Nach der Umrüstung betrug die Bildschirmauflösung 608 × 431 Pixel.

## Betriebssysteme
Ausgeliefert wurde der Macintosh XL mit der Software MacWorks XL und einem Emulationsprogramm, um das Betriebssystem Lisa OS verwenden zu können.
MacWorks XL ist ein Port des Macintosh-Plus-ROMs auf den Macintosh XL und ermöglicht so die Nutzung der Macintosh System Software ab System 1.1. Neuere Versionen als System 3.2 sind allerdings nicht damit kompatibel. Eine neuere Version mit dem Namen MacWorks Plus ermöglicht die Nutzung von System 6 bis Version 6.0.3. MacWorks Plus II Basic schließlich ist kompatibel bis System 6.0.8. Mit MacWorks Plus II Pro kann auf dem Macintosh XL sogar System 7 bis Version 7.5.5 ausgeführt werden.

## Weiterer Verlauf
Die Produktion des Macintosh XL wurde 1986 eingestellt. Siehe auch den Artikel zur Geschichte der Apple Lisa.
Die Namenserweiterung XL des Macintosh XL führt hinsichtlich der zeitlichen Einordnung dieses Computers oft zu Irrtümern. So ist der Macintosh XL kein technisch verbesserter oder erweiterter Macintosh als Nachfolger des Mac, sondern eben, als Nachfolger der Apple Lisa 2 umbenannt, eigentlich als der Urvater aller Computer mit dem Namen Macintosh anzusehen.